# ゴッドソング
『ゴッドソング』は、バンドじゃないもん!MAXX NAKAYOSHIのスタジオ・アルバム。2020年6月10日にNAKAYOSHI RECORDSから発売された。規格品番はNKYR-002。

## 概要
本作はパーフェクトミュージック内に設立したプライベートレーベル「NAKAYOSHI RECORDS」からリリースされた最初のアルバムである。当初は2020年4月22日に発売予定であったが、新型コロナウイルス感染症の感染拡大の影響を受け、同年6月10日に発売が延期された。なお、楽曲配信は、当初の予定通り2020年4月22日から行われた。

## 収録曲
| #         | タイトル                     | 作詞                     | 作曲                     | 編曲                     | 時間  |
| --------- | ---------------------------- | ------------------------ | ------------------------ | ------------------------ | ----- |
| 1.        | 「ゴッドソング」             | みさこ                   | 田中秀和（MONACA）       | 田中秀和（MONACA）       | 4:44  |
| 2.        | 「時刻は真夜中、踊れ少年！」 | 朝日（ネクライトーキー） | 朝日（ネクライトーキー） | 朝日（ネクライトーキー） | 3:55  |
| 3.        | 「この世に君が生きてる限り」 | ラブリーサマーちゃん     | ラブリーサマーちゃん     | 浅野尚志                 | 3:49  |
| 4.        | 「6 RESPECT」                | みさこ                   | 村カワ基成               | 村カワ基成               | 4:54  |
| 合計時間: | 合計時間:                    | 合計時間:                | 合計時間:                | 合計時間:                | 17:22 |